# Diocesi di Xois
La diocesi di Xois (in latino Dioecesis Xoitana) è una sede soppressa e sede titolare della Chiesa cattolica.

## Storia
Xois, identificabile con Sakha, è un'antica sede episcopale della provincia romana dell'Egitto Secondo nella diocesi civile d'Egitto e nel patriarcato di Alessandria.
Sono diversi i vescovi noti di quest'antica diocesi egiziana. Nella lettera festale XIX di Atanasio di Alessandria, del 347, vengono riportati i nomi di vescovi deceduti di diverse sedi egiziane e i nomi di coloro che furono nominati al loro posto. Per la sede di Xois al posto del defunto Anoubion, che in precedenza aveva preso parte al concilio di Tiro del 335 tra i vescovi egiziani sostenitori di Atanasio, si trovano i nomi di due vescovi suoi successori, Teodoro e Isidoro. La presenza di Isidoro è spiegata dal fatto che, probabilmente ordinato dall'ariano Gregorio di Cappadocia, fu riconosciuto da Atanasio sulla sua sede dopo essere ritornato all'ortodossia.
Alla fine del IV secolo la sede era occupata da Paolo, che nel 394 partecipò al sinodo di Costantinopoli riunito per giudicare il caso dei vescovi Agapio e Bagadio che si disputavano la sede metropolitana di Bosra.
Del V secolo sono noti due vescovi: Macedonio fu presente al concilio di Efeso del 431, sostenitore del proprio patriarca Cirillo di Alessandria. Atanasio sottoscrisse nel 458 la lettera dei vescovi dell'Egitto all'imperatore Leone dopo la morte di Proterio di Alessandria; l'anno seguente sottoscrisse il decreto sinodale di Gennadio I di Costantinopoli contro i simoniaci.
All'inizio dell'VIII secolo visse il vescovo Zaccaria, santo menzionato nel sinassario copto, autore ecclesiastico a cui sono attribuite diverse opere.
Dal 1933 Xois è annoverata tra le sedi vescovili titolari della Chiesa cattolica; la sede finora non è mai stata assegnata.

## Cronotassi dei vescovi
- Anoubion † (prima del 335 - circa 347 deceduto)
- Teodoro † (circa 347 - ?)
- Isidoro † (menzionato nel 347)
- Paolo † (menzionato nel 394)
- Macedonio † (menzionato nel 431)
- Atanasio † (prima del 458 - dopo il 459)
- San Zaccaria † (inizi VIII secolo)